# Наришкіна Наталія Кирилівна

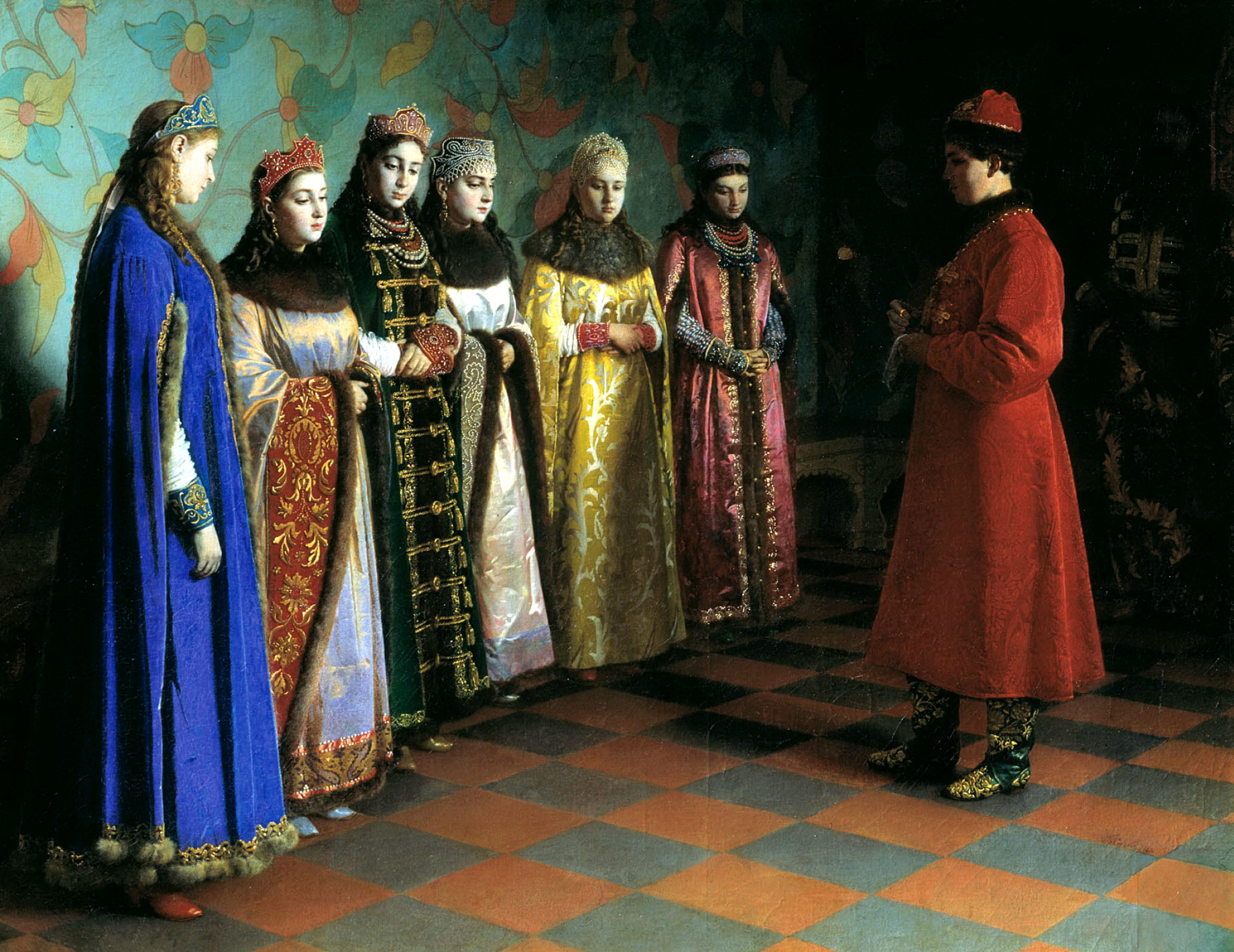
Григорій Сєдов. «Вибір нареченої царем Олексієм Михайловичем». 1882

Ната́лія Кири́лівна Нари́шкіна (рос. Наталья Кирилловна Нарышкина; 22 серпня (1 вересня) 1651 — 25 січня (4 лютого) 1694) — московська цариця кримськотатарського походження, друга дружина царя Олексія Михайловича, мати Петра I.

## Життєпис
Дочка боярина Кирила Наришкіна. Виховувалася у московській садибі Артамона Матвєєва, де, як вважається, її і помітив цар Олексій Михайлович. Наталія була викликана на зібрані зі всієї країни оглядини наречених і повінчана з царем 22 січня 1671 року, коли їй було 19 років. Від цього шлюбу в них народилося дві доньки і син. Живими залишилося двоє — майбутній цар Петро Олексійович і дочка Наталія. Третя дитина — дочка Феодора прожила 4 роки (1674–1678).
Після смерті Олексія Михайловича Наталія Кирилівна  очолила невдалу боротьбу Наришкіних із Милославськими (родиною першої дружини Олексія Михайловича). При Федорі Олексійовичу Наталія Кирилівна жила із сином переважно у підмосковних селах Преображенське та Коломенське.
Під час стрілецького бунту 1682 багато родичів колишньої цариці були убиті. В результаті був знайдений «компроміс» — царями оголошено обидвох братів — десятирічного Петра і п'ятнадцятирічного Івана. Івана оголосили «старшим» царем. А згодом регенткою стала царівна Софія, представниця родини Милославських. Повновладна правителька, вона повністю відсторонила Наталію Кирилівну від керування країною. Незгоди між царськими «дворами» у Москві і Преображенському не припинялися.
У 1689 року за вказівкою Наришкіної відбувся перший шлюб Петра I з Євдокією Лопухіною.
Опальне становище вдови-цариці продовжувалося до перемоги Петра над Софією в 1689 році. Але, отримавши перемогу, цар не займався державними справами, переклавши цей тягар на плечі матері. Вона передоручила ці повноваження своїй родині — Наришкіним. Правління державою вона доручила брату боярину Леву Наришкіну. Князь Борис Куракін відгукується про Наталію Наришкіну як про доброчесну, але не надто вмілу у державних справах жінку.
Як свідчить листування Петра з матір'ю, вона мала досить великий вплив на нього. Своєю частою відчутністю він нерідко засмучував матір.
Наталія Кирилівна Наришкіна померла на 43 році життя у 1694 році. Після смерті матері Петро Олексійович отримав всю повноту влади.